# Šraga Goren
Šraga Goren (hebrejsky: שרגא גורן, rodným jménem Šraga Gorochovsky, שרגא גורוחובסקי, žil 1898 – 12. června 1972) byl sionistický aktivista, izraelský politik a poslanec Knesetu za stranu Mapaj.

## Biografie
Narodil se v tehdejší Ruské říši (dnes Ukrajina). Vystudoval židovskou základní školu cheder a střední školu v Kyjevě. Nedokončil studia na Kyjevské univerzitě. Za první světové války se zapojil do Židovské legie. V roce 1921 přesídlil do dnešního Izraele.

## Politická dráha
V roce 1913 se zapojil do činnosti sionistické organizace Ce'irej Cijon, roku 1917 patřil mezi zakladatele hnutí Dror. Patřil mezi předáky stavební společnosti Solel Bone. Angažoval se při zakládání družstevních podniků v mandátní Palestině.
V izraelském parlamentu zasedl po volbách v roce 1949, kdy kandidoval za Mapaj. Byl členem parlamentního výboru pro ekonomické záležitosti a výboru práce.